# Edward-VIII-Plateau
Das Edward-VIII-Plateau ist eine kuppelförmige und vereiste Halbinsel zwischen der Magnet Bay und der Edward-VIII-Bucht an der Küste des ostantarktischen Kemplands.
Norwegische Kartografen kartierten sie anhand von Luftaufnahmen, die von Januar bis Februar 1937 bei der Lars-Christensen-Expedition 1936/37 entstanden. Ursprünglich als Gulfplatået (norwegisch für „Golfplateau“) benannt, nahm das Antarctic Names Committee of Australia (ANCA) 1958 eine Umbenennung nach dem britischen Monarchen Edward VIII. vor, die 1965 vom Advisory Committee on Antarctic Names in Übereinstimmung mit der gleichnamigen Bucht und dem gleichnamigen Schelfeis bestätigt wurde.